# Olaf Klitgaard Poulsen
Olaf Klitgaard Poulsen (18. maj 1914 - februar 2007) var en dansk roer, født i Horsens. Han var medlem af Københavns Roklub i Sydhavnen.
Poulsen var med i den danske otter ved OL 1936 i Berlin, sammen med Remond Larsen, Poul Byrge Poulsen, Keld Karise, Bjørner Drøger, Carl Berner, Knud Olsen, Emil Boje Jensen og styrmand Harry Gregersen. Danskerne roede kun ét heat i konkurrencen, hvor de kom ind på sidstepladsen efter Schweiz, Tyskland og Jugoslavien.